# 반사활
반사활 (reflex arc) 또는 반사궁(反射弓)은 반사를 조절하는 신경 경로이다. 척추동물에서 대부분의 감각 뉴런은 뇌로 직접 전달되지 않고 척수에서 시냅스를 형성한다. 이를 통해 뇌를 경유한 신호 전달에 의한 지연 없이 척추 운동 뉴런을 활성화함으로써 더 빠른 반사 작용이 발생할 수 있다. 뇌는 반사가 수행되는 동안 입력을 수신하고 반사 동작 후에 신호 분석이 수행된다.

## 같이 보기
- 골지힘줄반사
- 뻗침반사
- 반사 (생리학)